# کوتا اودا
کوتا اودا (انگلیسی: Kota Ueda؛ زادهٔ ۹ مهٔ ۱۹۸۶) بازیکن فوتبال اهل ژاپن است.
از باشگاه‌هایی که در آن بازی کرده‌است می‌توان به باشگاه فوتبال جوبیلو ایواتا اشاره کرد.